# Schedostauropus
Schedostauropus is een geslacht van vlinders van de familie tandvlinders (Notodontidae), uit de onderfamilie Notodontinae.

## Soorten
- S. elegans Kiriakoff, 1960
- S. gemina (Gaede, 1928)
- S. geminus Gaede, 1928